# 電気通信科学館
電気通信科学館（でんきつうしんかがくかん）は、東京都千代田区大手町にあった企業博物館である。

## 沿革
1975年（昭和50年）7月に開館。運営は日本電信電話公社（現NTT）。
1989年（平成元年）6月30日公社民営化に伴い閉館。所蔵品は近隣の逓信総合博物館に引き継がれたが、同博物館も2013年に閉館し、以後は一部がNTT技術史料館やKDDI MUSEUMに移管されている。
電気通信科学館の建物は、現在NTTデータ大手町ビルとなっている。理事長：白根禮吉 企画委員 : 高橋士郎

## 外部リンク

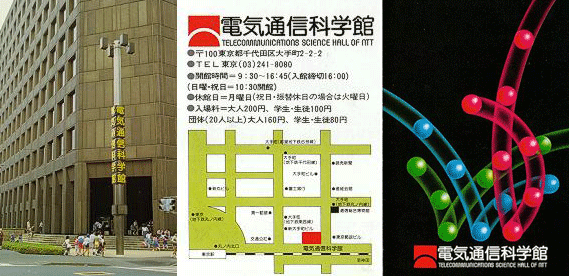